# Tusz (muzyka)
Tusz – krótki utwór muzyczny, rodzaj fanfary powitalnej.
Podkreśla rangę osoby lub osób wstępujących na scenę wydarzeń (np. podczas rozdawania medali). Wykonywany przez orkiestrę na instrumentach dętych i perkusyjnych. Zwykle utrzymany w uroczystym, podniosłym i tryumfalnym nastroju.